# Yanzibian (köpinghuvudort i Kina, Shaanxi, lat 32,90, long 105,93)
Yanzibian är en köpinghuvudort i Kina. Den ligger i provinsen Shaanxi, i den nordvästra delen av landet, omkring 310 kilometer sydväst om provinshuvudstaden Xi'an. Antalet invånare är 26 042. Befolkningen består av 12 570 kvinnor och 13 472 män. Barn under 15 år utgör 13,0 %, vuxna 15-64 år 76 %, och äldre över 65 år 9,0 %.
Runt Yanzibian är det ganska tätbefolkat, med 185 invånare per kvadratkilometer. Närmaste större samhälle är Yangpingguan, 13,8 km nordost om Yanzibian. I omgivningarna runt Yanzibian växer i huvudsak blandskog.
Genomsnittlig årsnederbörd är 1 139 millimeter. Den regnigaste månaden är juli, med i genomsnitt 301 mm nederbörd, och den torraste är december, med 1 mm nederbörd.